# Danny Shittu
Daniel Olusola „Danny“ Shittu (* 2. September 1980 in Lagos) ist ein ehemaliger nigerianischer Fußballspieler. Der Innenverteidiger nahm an der Fußball-Weltmeisterschaft 2010 teil.

## Vereinskarriere
Shittu kam als Jugendlicher von Nigeria nach London und besuchte nach seinem Schulabschluss das Hammersmith College. Die Entscheidung eine Profikarriere als Fußballer einzuschlagen fällte er erst spät und schloss sich aus diesem Grund dem Nachwuchsteam von Carshalton Athletic an. Nach mehreren erfolglosen Probetrainings wurde ihm von Charlton Athletic ein Profivertrag angeboten. Anfang 2001 wurde er für die Rückrunde an den Viertligisten FC Blackpool verliehen und erreichte mit dem Team die Aufstiegsplayoffs. Bei den erfolgreichen Playoff-Spielen gegen Hartlepool United und Leyton Orient konnte Shittu selbst nicht mehr mitwirken, da sein Ausleihvertrag bereits zuvor auslief.
Im Oktober 2001 wurde er an den Drittligisten Queens Park Rangers verliehen. Trotz zweier Platzverweise während seiner Leihzeit verpflichtete ihn der West-Londoner Klub in der Winterpause für £ 350.000. Unter Trainer Ian Holloway gelang 2004 der Aufstieg in die Football League Championship. Shittu gehörte auch in der Folgezeit zu den Leistungsträgern und wechselte 2006 für 1,6 Millionen Pfund zum Erstligaaufsteiger FC Watford.
In seiner ersten Saison im englischen Oberhaus kam der großgewachsene und kräftige Verteidiger zu 34 Einsätzen, konnte den Abstieg der Hornets aber nicht verhindern. In der folgenden Zweitligaspielzeit erreichte er mit Watford die Aufstiegsplayoffs, schied dort aber gegen Hull City aus (0:2 und 1:4). Shittus Leistungen (39 Spiele/7 Tore) führten zu seiner Nominierung in das „PFA Championship Team of the Year“ und zum Interesse der Bolton Wanderers. Am 6. August 2008 unterschrieb er einen Drei-Jahres-Vertrag bei Bolton, Watford erhielt 2 Millionen Pfund Ablöse.
Im Herbst 2010 wechselte Shittu zum FC Millwall in die Football League Championship, nachdem er zuvor seinen Vertrag in Bolton aufgelöst hatte. Am 27. Januar 2011 wechselte er zu den Queens Park Rangers in die Football League Championship 2010/11 und erhielt einen Vertrag bis Saisonende. Nachdem er nur wenige Spiele bestritten hatte, ging es für ihn zurück nach Millwall, wo er 2015 seine Laufbahn beendete.

## Nationalmannschaft
Shittu gab 2002 sein Debüt in der nigerianischen Nationalmannschaft in einem in London ausgetragenen Freundschaftsspiel gegen Paraguay. Er kam als Einwechselspieler zu einem 20-minütigen Einsatz im Stadion seines damaligen Arbeitgebers QPR. Erst 2007, als Berti Vogts den Trainerposten der Super Eagles übernahm, wurde Shittu erneut einberufen und gehörte in der Folgezeit zum festen Spielerstamm. Beim Africa Cup of Nations 2008 gehörte Shittu zu den Stammspielern in der Defensive und kam in allen vier Turnierspielen Nigerias zum Einsatz.
Im Jahr 2010 stand Shittu in Nigerias Kader für die Weltmeisterschaft in Südafrika und kam in allen drei Spielen zum Einsatz.

## Soziales Engagement
Shittu engagiert sich als Botschafter bei Show Racism the Red Card.